# Desolation of Eden
Desolation of Eden — дебютный альбом американской дэткор–группы Chelsea Grin. Релиз альбома состоялся 16 февраля 2010 года на лейбле Artery Recordings. Альбом включает в себя песни «Cheyne Stokes» и «Recreant», которые вошли в дебютный одноимённый мини–альбом, но для студийного альбома в итоге были переписаны.

## Список композиций
| №                   | Название                 | Длительность |
| ------------------- | ------------------------ | ------------ |
| 1.                  | «Judgement»              | 1:13         |
| 2.                  | «Desolation of Eden»     | 3:52         |
| 3.                  | «False Sense of Sanity»  | 2:45         |
| 4.                  | «Sonnet of the Wretched» | 4:15         |
| 5.                  | «Cheyne Stokes»          | 2:50         |
| 6.                  | «The Human Condition»    | 4:02         |
| 7.                  | «Elysium»                | 2:28         |
| 8.                  | «Recreant»               | 4:26         |
| 9.                  | «Cast from Perfection»   | 2:43         |
| 10.                 | «Revenant»               | 4:12         |
| 11.                 | «Wasteland»              | 2:28         |
| Общая длительность: | Общая длительность:      | 35:11        |

## Участники записи
- Алекс Кёлер — вокал
- Майкл Стафорд — соло-гитара
- Дэн Джонс — соло и ритм-гитара
- Джейкоб Хармонд — ритм-гитара
- Дэвид Флинн — бас–гитара
- Эндрю Карлстон — ударные